# Keumumu Seberang
Keumumu Seberang is een bestuurslaag in het regentschap Aceh Selatan van de provincie Atjeh, Indonesië. Keumumu Seberang telt 1170 inwoners (volkstelling 2010).